# 10999 Braga-Ribas
10999 Braga-Ribas è un asteroide della fascia principale. Scoperto nel 1978, presenta un'orbita caratterizzata da un semiasse maggiore pari a 2,6325755 UA e da un'eccentricità di 0,3412703, inclinata di 9,55622° rispetto all'eclittica.